# Next 100 Years
「Next 100 Years」（ネクスト・ワンハンドレッド・イヤーズ）は、J-FRIENDSの2枚目のシングル。1999年12月22日発売。発売元はジャニーズ・エンタテイメント。

## 解説
表題曲「Next 100 Years」は、ボン・ジョヴィのジョン・ボン・ジョヴィとリッチー・サンボラによる提供曲。
元々はボン・ジョヴィのオリジナルアルバムのために書き下ろされた楽曲だが、J-FRIENDS側の要望に応える形で楽曲提供された。ボン・ジョヴィが日本のアーティストに未発表曲を提供するのはこれが初となる。後にボン・ジョヴィのアルバム『クラッシュ』にセルフカバーの形で収録された。
日本語の訳詞はB'zの稲葉浩志による。
デモテープは、ジョン・ボン・ジョヴィと日本語詞を作詞した稲葉がそれぞれ歌った。
『ミュージックステーション』で披露した際のサビの振付はアメリカ手話で「NEXT 100 Years」を表している
。

## 収録曲
1. Next 100 Years
作詞・作曲：ジョン・ボン・ジョヴィ,リッチー・サンボラ 日本語詞：稲葉浩志 編曲：重実徹
  - フジテレビ系『走れ!21世紀へワールドカウントダウン』キャンペーンソング
2. 届くといいね just wishing
作詞：伊達歩　作曲：加藤和彦　編曲：有賀啓雄
3. Next 100 Years（オリジナル・カラオケ）
4. 届くといいね just wishing（オリジナル・カラオケ）